# Saint-André-d'Apchon
Saint-André-d'Apchon là một xã trong tỉnh Loire miền trung nước Pháp.